# Jacques Pellegrin
Jacques Pellegrin (París, 12 de juny de 1873 - París, 12 d'agost de 1944) va ser un zoòleg francès.
El 1894, després d'estudiar la història natural, es va començar a preparar per obtenir a la càtedra de zoologia (rèptils i peixos) en el Museu Nacional d'Història Natural de París, amb Léon Vaillant (1834-1914). Va obtenir el doctorat de medecina el 1899 i de la ciència el 1904. El 1908 va ser adscrit a la càtedra de zoologia del museu. Fa moltes missions a l'estranger abans de convertir-se en director adjunt del museu el 1927, i el 1937 va reemplaçar a Louis Roule (1861-1942) en la càtedra d'herpetologia i d'ictiologia del museu. Va publicar més de sis-cents articles i llibres científics i descriu prop de 350 espècies noves. El 1917 es va convertir en president de la Societat Zoològica de França.
L'abreviatura Pellegrin s'utilitza per indicar a Jacques Pellegrin com autoritat en la descripció i taxonomia dins la zoologia.

## Algunes espècies identificades
- Campylomormyrus phantasticus (Pellegrin, 1927)
- Ichthyborus monodi (Pellegrin, 1927)
- Marcusenius ntemensis (Pellegrin, 1927)
- Mugil bananensis (Pellegrin, 1927)
- Teleogramma monogramma (Pellegrin, 1927)